# Abdel-Kader Abbes
Pour les articles homonymes, voir Abbes.
Abdel-Kader Abbes, également orthographié Abdelkader Abbès selon les sources, est un ancien coureur cycliste français puis algérien, né le 14 mars 1914 à Lavigerie, aujourd’hui Djendel commune de la wilaya d'Aïn Defla en Algérie et mort le 22 mars 1995. Il est le premier coureur algérien à participer au Tour de France, en 1936,. Il est aussi le deuxième Africain indigène à y participer, 23 et 22 ans après le Tunisien Ali Neffati en 1913 et en 1914, mais il est le premier à le terminer, Neffati ayant abandonné le Tour lors de ses deux participations.

## Biographie

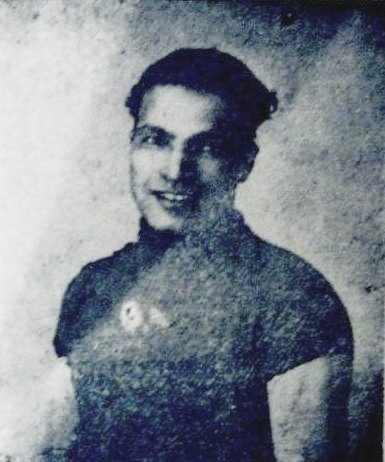
Abdelkader Abbès en 1936

Originaire de Blida, Abbès a fait ses premières armes à l'Union Sportive Blidéenne ; après avoir pratiqué l'athlétisme, il fit du football comme inter-gauche. Et puis, un jour, attiré par le cycle, il commença ses débuts et s'avéra un jeune champion.
En 1932, Il se classe premier au Grand Prix Pélissier à Saint-Eugène. il ne s'arrête pas en si bon chemin et continue ses exploits en se classant également premier au Grand Prix de l'A.S.S.E, au Grand Prix Automoto, ainsi qu'au Grand Prix Dianoux en 1933.
À Mostaganem, en 1933, il court le Grand Prix Mazagran et se classe troisième.
En 1934, il se classe premier au Prix de la Ruche.
La chance lui sourit de nouveau au Grand Prix du Circuit d'Algérie en 1935 où là encore, il se classe premier.
Il se classe troisième du Tour d'Oranie en 1934 et en 1936.
Il se classe neuvième au Prix Wolber.
Engagé au Tour du Maroc, il est classé troisième des Nord-Africains.
Abdel-Kader Abbès s'illustre face aux coureurs européens à compter de 1934, lorsqu'il remporte notamment le Prix Francis Pélissier. Devenu professionnel en 1936, il remporte en Algérie le Prix de la Cité Divielle, puis participe au Tour de France, qu'il termine à la 42e place.
Abbes remporte 4 victoires au cours de sa carrière professionnelle, qui dure jusqu'en 1952, dont 3 sur le sol algérien. Il est sélectionné pour participer une deuxième fois un Tour de France dans l'équipe d'Afrique du Nord en 1951, mais il abandonne dès la 4e étape.
Sa carrière professionnelle s'achève en 1951 ou 1952, puis sa carrière amateur en 1957. Après sa carrière, il tient un magasin de cycles à Blida, au moins jusque dans les années 80. La date et le lieu de son décès sont inconnus.

## Palmarès
- 1932
  - Prix de la Robertsau
- 1933
  - Grand Prix de la Ville de Blida
  - Prix de Duperre (Ain-defla)
  - Course cycliste des estiveurs de Bainem
  - Prix Dianoux Robert
- 1934
  - Prix Francis Pélissier
  - Tour d'Oranie
  - 2e du Prix Philippes à Blida
- 1935
  - 1re étape du Grand Prix cycliste d'Oranie
  - Prix de Noel
  - 2e du Prix du Ruisseau
- 1936
  - Fut le premier Algérien a participer au Tour de France
  - Membre fondateur du Velo Sport Musulman
  - Prix de la Cité Divielle
- 1937
  - Membre de l'équipe Algérienne de cyclisme qui participa au Tour du Maroc
  - Membre de l'équipe Algéroise de cyclisme qui participa au Championnat Nord Africain
  - Prix d`ouverture de la saison cycliste 1937-1938
  - Prix Anis Phenix
  - Grand Prix Cycliste du Centenaire organise par le Club Cycliste de Constantine (CCC)
- 1938
  - Membre de l'équipe Algérienne de cyclisme qui participa au Tour du Maroc
  - Membre de l'équipe Algérienne de cyclisme qui participa au Tour de l`est central (France)
  - Challenge Morrand avec le Velo Sport Musulman (VSM)
  - Grand Prix Paillet
  - Prix Ramoul
  - Prix Brampton-Renold avec le Velo Sport Musulman (VSM)
  - Première étape du Prix de Setif
- 1939
  - Grand Prix du Vélo Club Algérois[8],[9],[10]
- 1940
  - Champion de France (Occupée) avec le Velo Sport Musulman
  - Remporte le challenge Morrand avec le Velo Sport Musulman
  - Champion interclubs en poursuite avec le Velo Sport Musulman
  - Prix Antoine Thomas
  - Remporte la course individuelle au Stade Municipal
  - Remporte la match Omnium du Stade Municipal avec Castello
- 1941
  - Champion de France de poursuite
  - Prix Thomas
- 1942
  - Champion d'Algérie de poursuite par équipes (avec Abdel-Kader Zaaf, Mohamed Amara)
  - 1re étape secteur b du Tour de l'Indre (France)
  - 2e du Critérium de France des sociétés (zone libre)
- 1943
  - Grand Prix de Larbaâ
- 1944
  - Prix du Velo Sport Musulman
  - Prix Amara Mahmoud
  - Prix Medjebri-Kamir
- 1945
  - Champion d'Alger de poursuite par équipes (avec Abdel-Kader Zaaf, Aoun Larbi)
- 1949
  - Grand Prix d'Alger
  - Trophée du Journal d'Alger
- 1950
  - Trophée du Journal d'Alger

## Résultats sur le Tour de France
2 participations
- 1936 : 42e[11]
- 1951 : abandon (4e étape)